# از شیر گرفتن

از شیر گرفتن کودک

از شیر گرفتن، فرایند وارد کردن تدریجی خارج کردن شیر مادر از رژیم غذایی شیرخوار است، به طوری که نتیجه نهایی آن به کنارگذاشتن شیر مادر و استفاده از مواد غذایی مورد استفاده بالغین می‌انجامد. این فرایند تنها در پستانداران اتفاق می‌افتد.

## سن از شیرگرفتن
سن دقیق از شیر گرفتن در فرهنگ‌های مختلف متفاوت است، اما از نظر علمی بعد از پایان دو سالگی کودک می‌تواند تغذیه بدون شیر مادر داشته باشد.

## از شیر گرفتن در سایر پستانداران
از شیر گرفتن در مایس ۳ تا ۴ هفته پس از زایمان است. 

## مقاله‌های مرتبط
- شیردهی